# إيوان سانشو
إيوان سانشو (بالإنجليزية: Ion Sancho)‏ هو سياسي أمريكي، ولد في 6 ديسمبر 1950 في نيويورك في الولايات المتحدة.